# Агафангел (Пашковский)
Митрополи́т Агафа́нгел (в миру Михаи́л Ива́нович Пашко́вский; род. 22 ноября 1956, Одесса) — архиерей и первоиерарх одной из отколовшихся частей Русской Православной Церкви Заграницей, митрополит Нью-Йоркский и Восточно-Американский, архиепископ Таврический и Одесский. В московской патриархии был лишён сана 1 сентября 2009.

## Биография

### До архиерейства
О своём происхождении митрополит Агафангел писал: «Мой отец — Иван Дмитриевич, украинец, 1924 г.р., родился в селе Ясиново Любашевского района Одесской области; мать — русская, 1924 г.р., Мария Григорьевна, родилась в селе Берикульское Мариинского района Кемеровской области. <…> Прадед по отцу был старостой в сельской Покровской церкви».
В отроческом возрасте какое-то время состоял в комсомоле, но в комсомольских работниках не числилися: «Меня записали в комсомол в 8 классе как хорошего ученика, но уже на 1 курсе в институте я порвал и выбросил свой комсомольский билет».
Окончил Одесский педагогический институт. Жил в Одессе, работал художником, участвовал в выставках. До принятия монашеского пострига был женат: «До пострига в монашество у меня была жена <…> полуеврейка и сейчас живёт в Израиле. Из детей — только дочь, 1984 года рождения, живёт в Одессе».
В начале 90-х присоединился к Русской Православной Церкви Заграницей.
31 августа 1991 года принял монашество с именем Агафангел в честь новоисповедника святителя Агафангела (Преображенского), митрополита Ярославского (память — 3 октября по юлианскому календарю).
1 сентября 1991 года рукоположён в сан иеродиакона; 8 сентября — иеромонаха в Москве в катакомбном домовом храме святых новомучеников и исповедников Российских архиепископом Тамбовским и Моршанским Лазарем (Журбенко). Окормлял общину в Ивано-Франковске.
В 1992 добился передачи РПЦЗ храма святых Николая и Ариадны в Одессе, позже переосвящённого в честь праведного Иоанна Кронштадтского, и с этого же времени был его настоятелем.
Состоял в ближайшем окружении правящего архиерея архиепископа Лазаря (Журбенко), был членом епархиального совета.

### Архиерейство
27 марта 1994 года в Цареконстантиновском соборе Суздаля без согласования с Архиерейским синодом РПЦЗ хиротонисан во епископа Симферопольского двумя отправленными на покой архиереями РПЦЗ: архиепископом Лазарем (Журбенко), епископами Валентином (Русанцовым) и рукоположённым ими Феодором (Гинеевским).
Хиротония Агафангела первоначально не была признана Архиерейским синодом РПЦЗ. Решением Синода РПЦЗ от 11/24 февраля 1995 года иеромонах Агафангел вместе с другими участниками тех событий был запрещён в священнослужении. Для удостоверения в благонадёжности Агафангелу и другим рукоположённым без согласия с Синодом РПЦЗ было предложено признать справедливым осуждение Лазаря (Журбенко) и Валентина (Русанцова), а также на протяжении длительного испытательного срока проживать в США под контролем епископов РПЦЗ. Агафангел (Пашковский) — единственный, кто согласился на эти условия, в течение девяти месяцев проживал в США. 9 декабря 1995 года принёс присягу в Синодальном Знаменском соборе в Нью-Йорке и получил Ставленную грамоту с титулом «епископ Симферопольский и Крымский».
12 сентября 1996 года решением Архиерейского собора РПЦЗ, после того как был запрещён в священнослужении архиепископ Лазарь (Журбенко), епископу Агафангелу было дано право действовать как епархиальному архиерею на территории Крыма, «с окормлением приходов, подчиняющихся ему за пределами Крыма на Украине…»
В 1998 году организовал и зарегистрировал Свято-Кирилломефодиевскую заочную духовную семинарию, в которой впоследствии в течение 10 лет преподавал семинаристам «Пастырское богословие».
В 1999 году добился передачи Одесской епархии РПЦЗ бывшего крестильного домика храма Святого Архистратига Михаила на Молдаванке, который был преобразован в духовно-просветительский центр, а затем — в Синодальное представительство (площадью более 1500 м²).
12 февраля 2001 года написал заявление на имя митрополита Виталия, в котором говорилось: «Я считаю своим долгом присоединиться к заявлению владыки Вениамина и снять свою подпись под письмом к Сербскому Патриарху». Своё решение он мотивировал тем, что «принятое нами на Архиерейском Соборе послание Сербскому Патриарху Павлу находится в явном противоречии с другими, нами же утверждёнными, соборными документами. С одной стороны, мы осуждаем экуменизм и справедливо заявляем, что он является препятствием для сближения с Московской патриархией, а с другой, обращаемся с упомянутым посланием к предстоятелю Церкви, которая ещё более московской погрязла в этой ереси».
4—5 сентября 2001 года в храме Иконы Божией Матери «Взыскание погибших» в Воронеже принял участие в «I-м Всероссийском совещании архиереев, духовенства и мирян РИПЦ — РПЦЗ», в котором также участвовали Лазарь (Журбенко), Вениамин (Русаленко), 23 священника и 13 мирян. Собрание выразило «полную поддержку Вашему Окружному посланию от 22 июня 2001 г. Мы единодушно считаем, что Ваше послание является основополагающим для исправления церковной жизни и дальнейшего непоколебимого стояния нашей Церкви в Истине Православия. В связи с этим мы продолжаем Вас считать единственно законным Первоиерархом Русской Зарубежной Церкви и сыновне просим Вас не оставлять пост Первоиерарха в это смутное время».
24 октября 2001 года был участником Архиерейского собора РПЦЗ, который избрал первоиерархом архиепископа Лавра (Шкурлу). Его подпись стоит под «Ответом Архиерейского Собора Русской Православной Церкви заграницей на Братское послание патриарха Алексея»
В октябре 2001 года вместе с митрополитом Асторийским Павлом (Стратигеасом), входящим в старостильный «хризостомовский» Синод и священником РПЦЗ Всеволодом Дутиковым совершил крестный ход на руины Всемирного торгового центра в Нью-Йорке.
Вернувшись из США, вступил в конфликт с клириками, которые не признали избрание митрополита Лавра первоиерархом РПЦЗ. Предпринял действия с целью лишить регистрации легальные приходы РИПЦ и отобрать у них храмы. В результате такой его активности приходы в Молдавии, возглавляемые архимандритом Антонием (Рудей), были лишены регистрации.
26 ноября 2002 года при помощи группы верных ему людей попытался подчинить себе храм Праведного Иоанна Кронштадтского в Одессе, который к тому моменту принадлежал РИПЦ. После прибытия на место оперативной группы РОВД Приморского района группа людей, верных епископу Агафангелу, вынуждена была удалиться.
Архиерейский синод 28—29 января 2003 года постановил подчинить епископу Агафангелу епархию, раньше бывшую в ведении отпавшего в раскол архиепископа Лазаря (Журбенко).
17 декабря 2003 года Архиерейский собор РПЦЗ постановил «удовлетворить просьбу Преосвященного епископа Агафангела о слиянии Одесской и Крымской епархий Русской Истинно-Православной Церкви в одну епархию с названием: Одесская епархия Русской Православной Церкви Заграницей. Преосвященному епископу Агафангелу иметь титул Таврический и Одесский».
Поддержал Оранжевую революцию на Украине. 19—20 апреля 2005 года в Одессе епархиальное собрание Одесской и Запорожской епархий под председательством епископа Агафангела приняло постановление, что «в связи с избранием в Украине новой демократической власти, которая декларирует поддержку всех существующих религиозных организаций и невмешательство в их внутренние дела, ввести на территории Украины поминовение властей в том виде, в каком оно практикуется в богослужебной практике РПЦЗ(Л) в странах „западных демократий“».
1 июля 2005 года принял в клир своей епархии протоиерея Иоанна Грудницкого, лишённого сана Синодом Белорусского экзархата за второбрачие.
19 октября 2005 года в епархиальном доме Одесской и Запорожской епархий РПЦЗ состоялась встреча объединительных комиссий РПЦЗ и Московской патриархии. РПЦЗ представляли архиепископ Берлинский и Германский Марк (Арндт) и протоиерей Николай Артёмов, а Московскую патриархию — архиепископ Корсунский Иннокентий (Васильев) и протоиерей Николай Балашов. Во встрече принял участие епископ Агафангел (Пашковский), который положительно откликнулся на предложение комиссий приостановить открытие приходов и приём священнослужителей в свою епархию на время переговорного процесса, но заметил, что это осуществимо только при условии принятия Московской патриархией на себя аналогичных обязательств. Он дал согласие на создание встречных комиссий Одесских епархий РПЦЗ и УПЦ МП для прояснения сложных вопросов во взаимоотношениях этих двух епархий. На встрече высказывались предложения разделить Одесско-Измаильскую епархию УПЦ МП на две, а епископа РПЦЗ(Л) Агафангела (Пашковского) либо назначить викарием у местного митрополита МП Агафангела (Саввина), либо перевести на другую епархию (возможно, даже зарубежную).
25 октября 2005 года в Одессе под руководством епископа Агафангела епархиальное собрание утвердило делегатами от епархии на IV Всезарубежный собор РПЦЗ посла США на Украине Джона Хёрбста и иерея Леонида Пляца из Беларуси. Предсоборная комиссия РПЦЗ отказалась утвердить эти кандидатуры, но епископ Агафангел настоял на их участии в IV Всезарубежном соборе РПЦЗ.
В июле 2006 года присутствовал на приёме, организованном послом США на Украине Уильямом Тейлором по случаю дня независимости США.
В ноябре 2006 года бывший «управляющий делами Запорожской епархии РПЦЗ» Иоанн (Зиновьев) вместе с тремя клириками покинул РПЦЗ и перешёл в «Российскую православную церковь», бывшим епископом РПЦЗ(В) Антонием (Орловым), где вскоре был вновь рукоположён в епископский сан с титулом «Запорожский и Малороссийский».
В декабре 2006 года епископ Агафангел был обвинён своим бывшим клириком архимандритом Вениамином (Трепалюком) в работе на ЦРУ: согласно архимандриту Вениамину, Агафангел испытывает «антагонистическую ненависть к России, к её властям, народу», зато ЦРУ считает «самой гуманной организацией в мире», которая «заботится о благе своего народа». О тесном сотрудничестве епископа Агафангела с американскими спецслужбами заявлял и председатель Союза православных граждан Украины Валерий Кауров.

### Оппозиция Акту о каноническом общении РПЦЗ и МП
В октябре 2006 года епископ Агафангел резко осудил решения Архиерейского синода РПЦЗ о предстоящем воссоединении с «пребывающей в расколе Московской патриархией», как говорилось в заявлении прошедшего под его председательством чрезвычайного епархиального собрания. На этом основании в епархии было прекращено поминание в церковных молитвах митрополита Лавра как главы РПЦЗ; 16 октября епископ Агафангел опроверг слухи о том, что он намерен отделиться от Архиерейского синода, и заявил: «Мы не отделяемся от Архиерейского Синода, возглавляемого нашим Первоиерархом, митрополитом Лавром… Только ради того, чтобы наш голос был услышан, мы предприняли крайнюю меру — до времени воздерживаться от возношения имени Первоиерарха на богослужениях».
Прошедший с 7 по 10 декабря 2006 года Архиерейский синод РПЦЗ вменил епископу Агафангелу в обязанность «немедленно восстановить в своей епархии поминовение Первоиерарха», объявив, что «прекращение поминовения Предстоятеля является нарушением канонических норм» и дал ему «трёхмесячный срок для урегулирования положения клириков его епархии».
19 апреля 2007 года указом Архиерейского синода РПЦЗ запрещён в священнослужении за невыполнение условий, поставленных в декабре 2006 года с отсрочкой.
25—28 апреля 2007 года Одессу посетил епископ Женевский и Западно-Европейский Михаил (Донсков), который встречался с епископом Агафангелом (Пашковским) и духовенством Одесской епархии, а также с представителями Одесской епархии Украинской православной церкви для урегулирования положения приходов и клириков РПЦЗ на Украине перед подписанием Акта о каноническом общении между РПЦЗ и МП 17 мая.
4/17 мая 2007 года, в день подписания в Москве Акта о каноническом общении РПЦЗ и РПЦ епископ Агафангел выступил против Акта, кроме того, он не принял указ Архиерейского синода РПЦЗ о его переводе на Буэнос-Айресскую и Южно-Американскую кафедру. Был поддержан клириками и мирянами Зарубежной церкви, не пожелавшими принять Акт. К 21 мая 2007 года насчитывалось уже 55 священнослужителей, перешедших под омофор епископа Агафангела (в том числе 22 клирика Одесской епархии РПЦЗ, в полном составе оставшейся под руководством епископа Агафангела).
20 мая 2007 года Совещание архиереев РПЦЗ констатировало: «из заявления епископа Агафангела от 17 мая явствует, что он не принял указ о его переводе на Буэнос-Айресскую и Южно-Американскую кафедру, хотя и выразил епископу Женевскому и Западно-Европейскому Михаилу, специально направленному в Одессу представителю Архиерейского Синода, своё устное согласие. Заявление епископа Агафангела носит раскольнический характер и соблазняет клириков и мирян других епархий», на основании чего было постановлено, что указ о запрещении вступает в силу.
29 мая епископ Агафангел выступил с заявлением, что «не видит будущности у тех, кто воссоединился с Московским патриархатом», и призвал к созыву V Всезарубежного собора, «который бы принял решения, ограждающие догмат о Церкви от попыток его искажения».
На состоявшемся 28—29 июня 2007 года под председательством Первоиерарха РПЦЗ митрополита Лавра внеочередном заседании Архиерейского синода РПЦЗ «был выслушан доклад о деятельности запрещённого в служении епископа Агафангела и о клириках, ушедших с ним в раскол. Было зачитано письмо епископа Агафангела, адресованное Высокопреосвященнейшему Митрополиту Лавру, в котором он просит совета и указаний — как ему поступать. Архиерейский Синод постановил обратиться к епископу Агафангелу с последним увещательным письмом».
11 июля 2007 года было образовано раскольническое «Временное высшее церковное управление РПЦЗ» (ВВЦУ) во главе с епископом Агафангелом, которое провозгласило основной своей задачей «подготовку к проведению V Всезарубежного собора, а также налаживание и организация жизни наших епархий, монастырей и приходов в создавшихся условиях». Собравшиеся представители приходов РПЦЗ выразили «свою скорбь и озабоченность в связи с принятием решения части нашей Церкви войти в состав Московского Патриархата при том, что он продолжает пребывать в экуменизме и сергианстве».
С 28 ноября по 3 декабря 2007 года епископ Агафангел находился в Греции, в старостильном монастыре священномученика Киприана и мученицы Иустины, где принял участие в работе Синода противостоящих Истинно-православной церкви Греции и подписал «Акт об основных принципах совместной работы греческих и русских анти-экуменистов».
7 и 8 декабря 2007 года в Одессе с участием епископов «Синода противостоящих» совершил хиротонии двух новых епископов ВВЦУ РПЦЗ: Андроника (Котлярова) — для управления приходами в дальнем зарубежье, и Софрония (Мусиенко) — для управления приходами в России.
2—4 сентября 2008 года в Свято-Архангеломихайловском епархиальном доме в Одессе состоялось очередное заседание ВВЦУ РПЦЗ под председательством епископа Агафангела, на котором были приняты в общение «на правах автономии» епископы Иоанн (Зайцев) и Афанасий (Савицкий) из церковной группы «секачёвцев» (серафимо-геннадиевцев), оспаривающих своё преемство от Катакомбной церкви, однако не признанных Русской зарубежной церковью из-за отсутствия у них апостольского преемства и сектантской идеологии. На заседании ВВЦУ была утверждена повестка V Всезарубежного собора, намеченного на 18—20 ноября 2008 года, и восстановлено Совещание российских преосвященных.
1 сентября 2009 года Архиерейским собором РПЦЗ был лишён священного сана в связи с незаконным совершением богослужений и хиротоний; все священнодействия, хиротонии и рукоположения, совершённые епископом Агафангелом с момента запрещения 19 апреля 2007 года, Архиерейский синод РПЦЗ признал недействительными.
Сам епископ Агафангел не считает прещения, исходящие от Синода (и сам Синод) РПЦЗ, законными. Так как, по его мнению, архиереи Синода РПЦЗ, пойдя на объединение с Московской патриархией, нарушили постановления IV Всезарубежного собора, постановившего преждевременным подобное объединение до тех пор, пока внутри Московской патриархии не будут разрешены вопросы «сергианства», «ереси экуменизма» и других канонических нарушений в жизни РПЦ. Агафангел в феврале 2019 года на своей странице в ЖЖ опубликовал документы, посвящённые действиям Иосифа Сталина и его окружения, которые в 1943 году привели к учреждению Московской патриархии, каноничность которого отрицается епископом как нарушающего 30 Апостольское правило, а также правила I и VII Вселенских соборов и 13 правило Лаодикийского собора..

### Первоиераршество
C 18 по 20 ноября 2008 на территории фермы Толстовского фонда в штате Нью-Йорк (США) было проведено собрание, которое его участники назвали «V Всезарубежным Собором РПЦЗ». На этом собрании епископ Агафангел был избран Первоиерархом РПЦЗ(А) с возведением его в сан митрополита. В ходе дебатов священники Сергий Клестов, Алексий Микриков и мирянин Николай Чертков открыто выразили недоверие епископу Агафангелу в связи с приёмом в духовно-каноническое общение двух епископов «секачевской ветви» Катакомбной Церкви в сущем сане. Последний, не призная законность этого возведения, кричал во время настолования «Анаксиос», но процедура настолования не была прервана.
27 апреля 2010 года в Одессе на заседании Архиерейского Собора РПЦЗ(А) был сформирован новый состав Архиерейского Синода во главе с митрополитом Агафангелом Тогда же в состав епископата РПЦЗ(А) был принят из РИПЦ Дионисий (Алфёров).
16 июня 2010 года было сообщено о принятии в юрисдикцию РПЦЗ(А) епископа Иринея (Клипенштейна), временно управляющего Западно-Европейской епархией РИПЦ.
14/27 мая 2011 года на заседании Архиерейского Синода РПЦЗ(А) в приходском доме при Воронежском храме в честь Всех святых, в земле Российской просиявших был принят из ИПЦ(Р) через перерукоположение епископ Николай (Модебадзе), определённый быть викарным епископом с титулом «епископ Потинский». На том же заседании было решено принять трёх священнослужителей, отколовшихся от Русской православной церкви: Сергия Кондакова, Михаила Карпеева и Александра Малых и два прихода в Удмуртии и как «приходы из Московского Патриархата в составе Русской Зарубежной Церкви, временно находящиеся в непосредственном подчинении Первоиерарха».
В конце 2011 года благословил «всецерковный сбор» на приобретение Синодального дома в США, в результате чего в марте 2014 года здание было приобретено в кредит, который нужно выплачивать ещё 10 лет.
21 октября 2014 года отлучил от причастия до Пасхи 2015 года трёх монахинь, уехавших с Украины в Россию из Свято-Иоанновского монастыря РПЦЗ(А) в Одессе в Никольский монастырь в Ленинградской области и, кроме того, «до конца жизни лишил их права ношения монашеской одежды». При этом «причащаться они будут под монашескими своими именем, но без именования инокиней или монахиней, просто „раба Божия“. В случае их смерти, отпевание совершать по чину для мирян». Согласно разъяснениям в протоколах заседания Архиерейского Синода РПЦЗ(А) к архиепископу Софронию, служащему в России, они перешли «без благословения, мотивируя свой поступок политическими соображениями, а впоследствии (инокиня Параскева) и отсутствием для них в Егоровке удовлетворительного духовного окормления».
В октябре 2014 года на Архиерейском Соборе РПЦЗ(А) высказал мысль, что российской церковной оппозицией в РПЦЗ(А) преследуется «одна цель»: устранить первоиерарха, «чтобы разрушить Церковь».
В 2016 году в РПЦЗ(А) разгорелся новый конфликт, связанный с отказом Агафангела (Пашковского) назначить Дмитрия Добронравова настоятелем Свято-Троицкого храма в Астории, несмотря на многократные просьбы приходского совета. 17-19 мая 2016 года на Архиерейском Синоде РПЦЗ(А) Агафангел категорически отверг это и все прочие требования прихода в Астории и заявил, что послание приходского совета в Астории было навязано двумя его членами — «неверующим одесским жидом Вадимом Ярмолинцем и агенткой Болгарского КГБ Ларисой Янг», что зафиксировал в своём протоколе протоиерей Олег Миронов. Кроме того, Агафанел заявил, что приходы РПЦЗ(А) в США и Канаде «создали своего рода пресвитерианскую церковь, управляемую мирянами. Они носят это имущество с собой наподобие чемоданчика и могут забрать этот чемоданчик при переходе в другую юрисдикцию <…> Задача Синода в США — это создание своего собственного имущественного чемоданчика, который уже будет носиться не мирянами, а Синодом». На замечание Олега Миронова, что такая политика может привести к уходу людей из РПЦЗ(А), Агафангел сказал: «ну и пусть уходят. РПЦЗ уже и так потеряла многих. Однако имущество пусть оставят Синоду».
На ряд критиковавших Агафангела и его политику мирян в США были наложены административные и канонические прещения. Так, многолетний казначей Северо-Американского округа и Архиерейского Синода Марк Котляров, уволенный ранее со своей должности, призван к покаянию под угрозой отлучения от Церкви за его стремление сохранить «прозрачность» финансовых документов американских приходов от попыток одесского Синода их засекретить. Ещё ряд священников и прихожан (Вадим Ярмолинец, Дмитрий Гончаров, Юрий Лукин, иерей Иоанн Хинтон, Лариса Янг и др.) в ответных письмах Митрополита Агафангела американским приходам были названы «врагами Церкви», «агентами КГБ» и «орудиями диавола».
Приходской совет в Астории был поддержан архиепископом Андроником (Котляровым), который 24 июня принял его под свой омофор. 26 июня приходской совет Свято-Троицкого прихода вызвал Агафангела в церковный суд. Андроника (Котлярова) поддержал архиепископ Софроний (Мусиенко), который 29 июня года на своём сайте официально подтвердил подачу жалобы на митрополита Агафангела и настоял на её разбирательстве. 9 июля Андроник объявил, что отказывается принимать указы от Синода РПЦЗ(А) и Агафангела (Пашковского) до созыва внеочередного всезарубежного собора.
В пасхальном послании 2020 года Агафангел (Пашковский) назвал карантинные меры во время пандемии COVID-19 пришедшей на землю властью дьявола и раскритиковал соблюдение верующими вводимых ограничений на свободу религиозных собраний.